# 리처드 킬
리처드 킬(영어: Richard Kiel, 1939년 9월 13일 ~ 2014년 9월 10일)은 미국의 배우, 성우이다.

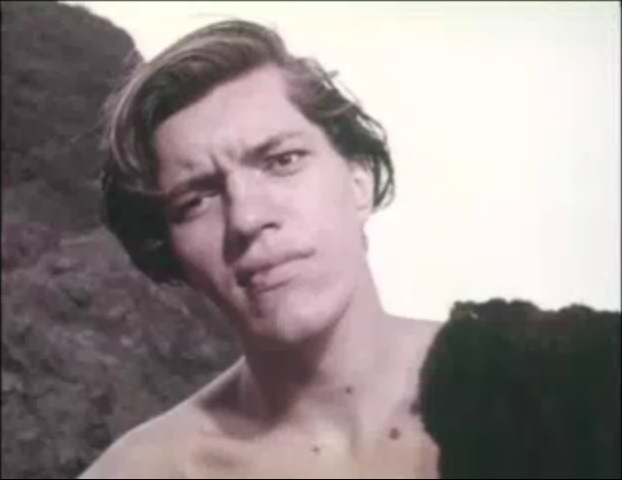
러치드 킬 (1962년)

## 출연 작품
- 마이 인비저블 프렌드 (2010)
- 라푼젤 (2010)
- 형사 가제트 (1999)
- 해피 길모어 (1996)
- 트윈스 특공대 (1990)
- 페일 라이더 (1985)
- 최가박당 3 - 여황밀령 (1984)
- 캐논볼 2 (1984)
- 히스테리컬 (1983)
- 청바지 소동 (1981)
- 007 문레이커 (1979)
- 나바론 요새 2 (1978)
- 007 나를 사랑한 스파이 (1977)
- 거스 (1976)
- 실버 스트릭 (1976)
- 공룡 왕국 (1974)
- 온 어 클리어 데이 유 캔 씨 포에버 (1970)
- 스키두 (1968)
- 대거라 불리는 남자 (1967)
- 더 휴먼 듀플리케이터  (1965)
- 투 원 어 길러틴 (1965)
- 브레인스톰 (1965)
- 서부를 향해 달려라 (1965)
- 첩보원 0011 (1964)
- 팬텀 플래닛 (1961)
- 디즈니랜드 (1954)

## 같이 보기
- 테드 캐시디
- 앙드레 더 자이언트
- 더 그레이트 칼리
- 락 마틴
- 카럴 스트라위컨
- 로버트 워들로